# Mitsubishi Carisma
Mitsubishi Carisma je automobil japanski proizvođača Mitsubishi Motors i proizvodi se od 1995. do 2004. godine. Manje preinake su bile 1999. godine.

## Motori
- 1.3 L, 60 kW (82 KS)
- 1.6 L, 66 kW (90 KS) / 73 kW (99 KS) / 76 kW (103 KS)
- 1.8 L, 85 kW (115 KS) / 90 kW (122 KS) / 92 kW (125 KS) / 103 kW (140 KS)
- 1.9 L turbo dizel, 66 kW (90 KS) / 75 kW (102 KS) / 85 kW (115 KS)